# Chansons décadentes et fantasmagoriques
Albums de Brigitte Fontaine
Brigitte Fontaine est… folle !
(1968)

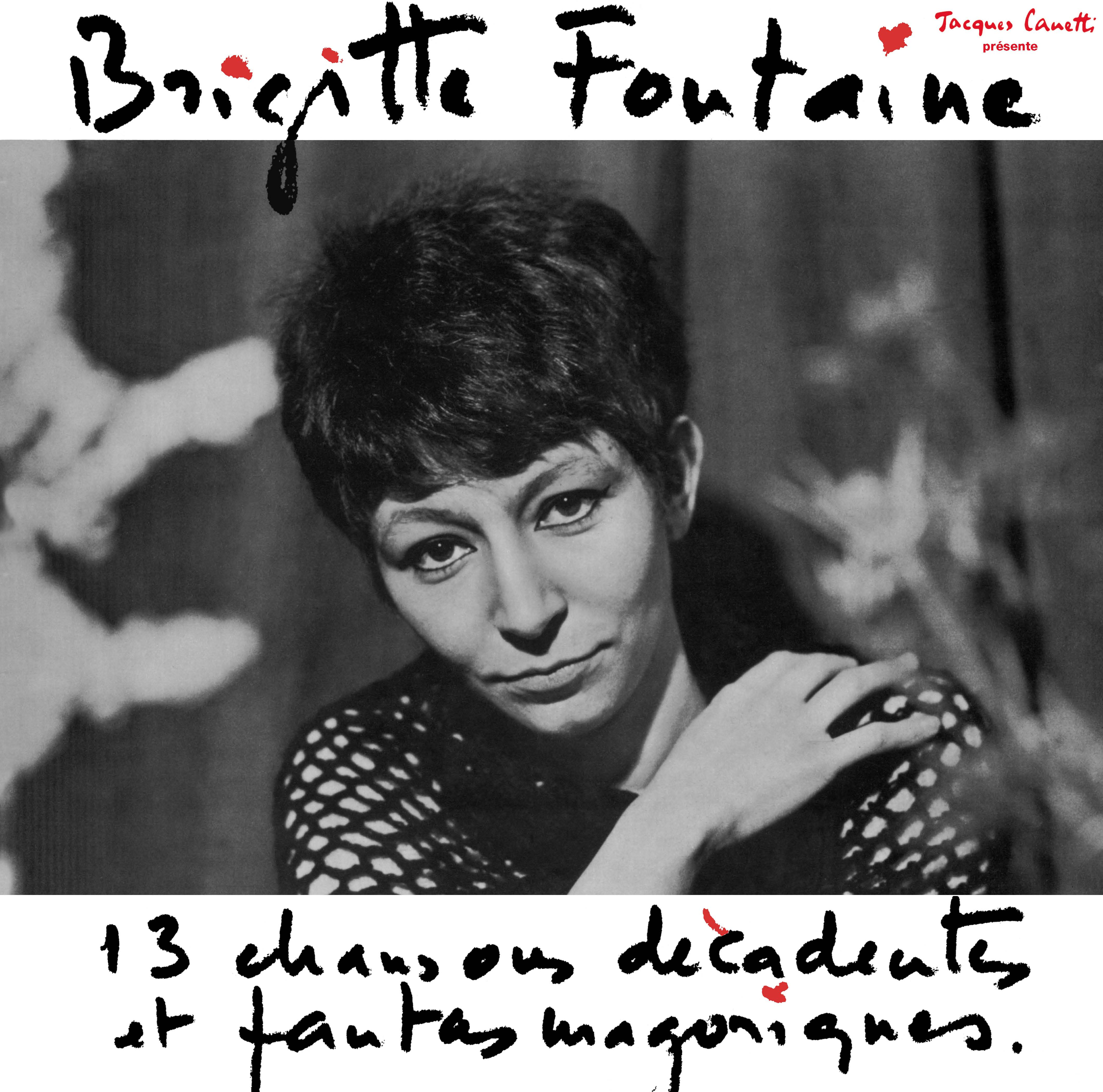
Le premier album de Brigitte Fontaine

13 Chansons décadentes et fantasmagoriques est le premier LP enregistré en mars 1966 par la chanteuse et poétesse Brigitte Fontaine, qui en signe tous les textes et quelques mélodies. Produit par Jacques Canetti, Brigitte Fontaine considère ce disque comme un « brouillon » et ne le fait jamais figurer dans ses discographies officielles. Cela ne l'a pas empêchée de reprendre « Le Sac » lors d'un concert récent au Palace.
Néanmoins, ces "13 chansons décadentes et fantasmagoriques" sont totalement indémodables grâce aux textes incisifs de Brigitte Fontaine et aux arrangements jazzy de Benjamin Walter, alias Jimmy Walter, le premier compositeur de Boris Vian.
Ainsi « Dévaste-moi » et « La Côtelette » dénoncent sur le mode humoristique la condition (sexuelle notamment) des femmes ; « On n'est pas des chiens » brosse le portrait d'une jeunesse dorée faussement révoltée (mai 68 n'est pas si loin) ; « Quand tu n'es pas là » anticipe « Pipeau » sur l'album Kékéland sorti en 2001 ; « La Vie sur les bras », comme « Quand tu n'es pas là », explore une veine dépressive, et « La Vache enragée » (l'anti « Vache qui rit ») dénonce la dure condition humaine.
Comme pour Les Eglantines (l'autre album renié mais au moins l'artiste a autorisé la réédition des Chansons décadentes en CD), Brigitte Fontaine paraît dure à l'égard de sa propre œuvre. Si dans Les Églantines, c'est l'orchestration qui est mise en cause, ici c'est plutôt la voix de la chanteuse qui surprend. En revanche, elle n'a pas à rougir de ses textes, souvent drôles et incisifs.
À noter que ce disque a été réédité plusieurs fois et les différentes versions ne comportent pas le même nombre de chansons. La plupart des éditions comportent le nombre de versions dans le titre (par exemple: 13 chansons décadentes et fantasmagoriques, qui est le titre original).

## Titres
| 1.          | Je suis décadente       | 2 min 20 s |
| 2.          | C'est pas de ma faute   | 1 min 08 s |
| 3.          | Hallucinante aventure   |            |
| 4.          | Le mauvais coton        |            |
| 5.          | Les Dieux sont dingues  |            |
| 6.          | Dévaste-moi             |            |
| 7.          | La Côtelette            |            |
| 8.          | Quand tu n'es pas là    |            |
| 9.          | On n'est pas des chiens | 2 min 30 s |
| 10.         | Le train                |            |
| 11.         | La vie sur les bras     |            |
| 12.         | La vache enragée        |            |
| 13.         | Le sac                  |            |
| 24 min 43 s |                         |            |